# Al Ghaybah
Al Ghaybah ou le livre de l'Occultation est un livre au sujet de l'occultation chez le Chiisme duodécimain. Ce livre est considéré comme le livre le plus ancien sur l'occultation et ses problèmes.

## Auteur
Abu Muhammad ibn Ibrahim Nemani était un élève de Koleini. Il a écrit ce livre vers 953. Ghaybah signifie "cacher l'Imam".

## La Motivation de l'écriture
Il y avait beaucoup de doutes sur la disparation du douzième Imam au sein du Chiisme duodécimain à l’époque de Nemani. Alors il a écrit ce livre pour dissiper les doutes des gens sur la disparition du douzième Imam, c'est-à-dire Muhammad al-Mahdi. Il y a beaucoup de points sur la personnalité du leader dans ce livre comme critères et les noms pour l'Imam caché.